# Karen Berg
Karen Else Caroline Berg (28. maj 1906 i København – 15. november 1995 i Charlottenlund) var en dansk skuespillerinde.
Hun udgik fra Det kongelige Teaters balletskole i 1918, uddannede sig herefter som gymnastik- danse- og svømmelærerinde i 1924, og i 1926 kom hun ind på Det Kongelige Teaters elevskole og debuterede på teatret året efter. Siden fulgte i en lang årrække en del roller på teatret, f.eks. i Holberg-komedier, ligesom hun også fik engagement ved andre teatre.
I sine senere år blev Karen Berg virkelig kendt, da hun i TV-serien Matador, optrådte som den noget vanskelige enkefrue Fernando Møhge.
Berg var Ridder af 1. grad af Dannebrogordenen.
Hun var gift med kgl. jagtkaptajn, senere slotsforvalter Svend Jørgensen.
Karen Berg er begravet på Ordrup Kirkegård.

## Filmografi
- Sommerglæder – 1940
- Gå med mig hjem – 1941
- Det kære København – 1944
- Oktoberroser – 1946
- Lykke på rejsen – 1947
- For frihed og ret – 1949
- Vi vil ha' et barn – 1949
- Historien om Hjortholm – 1950
- Unge piger forsvinder i København – 1951
- Familien Schmidt – 1951
- Fra den gamle købmandsgård – 1951
- Kriminalsagen Tove Andersen – 1953
- Det var på Rundetårn – 1955
- Ingen tid til kærtegn – 1957
- Baronessen fra benzintanken – 1960
- Dronningens vagtmester – 1963
- Kampen om Næsbygaard – 1964
- Næsbygaards arving – 1965
- Krybskytterne på Næsbygaard – 1966
- Min søsters børn vælter byen – 1968
- Matador - 1978 til 1980
- Skal vi danse først? – 1979
- Henover Midten – 1982
- De uanstændige – 1983

## Eksterne links
- Karen Berg på Internet Movie Database (engelsk)
- Karen Berg på Filmdatabasen
- Karen Berg på danskefilm.dk
- Karen Berg på danskfilmogtv.dk
- Karen Berg på Scope
- Karen Berg på Svensk Filmdatabas (svensk)
- Karen Berg på The Movie Database (engelsk)
- Karen Berg på gravsted.dk

Kraks Blå Bog 1974
|  | Artiklen om skuespilleren Karen Berg kan blive bedre, hvis der indsættes et (bedre) billede. Du kan hjælpe ved at uploade et godt billede til Wikimedia Commons iht. de tilladte licenser og indsætte det i artiklen. Eller du kan søge efter eksisterende filer på Wikimedia Commons eller på Flickr - fx med værktøjet Free Image Search Tool. |